# Паталаха, Евгений Иванович
Евгений Иванович Паталаха (род. 9 мая 1933, г. Ровеньки, Луганская область, Украинская ССР) — доктор геолого-минералогических наук (1971), лауреат Государственной премии СССР.

## Биография
Окончил Новочеркасский политехнический институт в 1956 году. Рабочий в геологических экспедициях и партиях (1956—1960), аспирант, научный работник в Институте геологии Академии наук (1960—1968). Заведующий лаборатории (1968—1974), с 1974 года — заместитель директора..

## Научные труды
В 1968 году защитил докторскую диссертацию на тему «Механизм возникновения структур течения в зонах смятия (на примере Успенской зоны)». Заложил основу для анализа тектофации в своих научных трудах.

## Награды
- Лауреат Государственной премии СССР (1985).